# Meromacrus canusium
Meromacrus canusium är en tvåvingeart som först beskrevs av Walker 1849.  Meromacrus canusium ingår i släktet Meromacrus och familjen blomflugor. Inga underarter finns listade i Catalogue of Life.